# Henry Kent Hewitt
Henry Kent Hewitt (11 de febrer de 1887 - 15 de setembre de 1972) va ser un almirall estatunidenc, exercint com a comandant de les operacions amfíbies de la Marina dels Estats Units al nord d'Àfrica i al sud d'Europa durant la Segona Guerra Mundial.

## Biografia
Va néixer a Hackensack, Nova Jersey el 1887, fill de Robert Anderson Hewitt i la seva dona Mary Kent. Va créixer en una casa protegida, va assistir a escoles locals i va cantar al cor de l'església de l'Església Episcopal Protestant. Va romandre un cristià practicant durant tota la seva vida.
El maig de 1903 va llegir en un diari l'anunci d'un examen d'ingrés a l'Acadèmia Naval dels Estats Units a Annapolis, Maryland, que tenia el congressista William Hughes. Va presentar la sol·licitud amb l'aprovació del seu pare, va aprovar l'examen pel qual l'escola li havia donat permís i va ser acceptat quan encara era estudiant de secundària. En realitat pertanyent a la promoció de 1907, es va graduar amb el millor terç de la seva promoció el 12 de setembre de 1906, ja que la manca d'oficials de vaixell joves va obligar a la Marina a escurçar el curs. Entre els seus companys de classe hi havia Arthur L. Bristol, William L. Calhoun, Raymond A. Spruance, Robert L Ghormley, William A. Glassford, Charles C. Hartigan, Aubrey W. Fitch, Frank J. Fletcher, Isaac C. Kidd, John S. McCain Sr., Leigh Noyes, Ferdinand L. Reichmuth, John H. Towers, Russell Willson, Thomas Withers, Roland M. Brainard, Milo F. Draemel i Sherwoode A. Taffinder.

### Carrera inicial
Hewitt va servir a bord de l'USS Missouri a la circumnavegació del globus de la Gran Flota Blanca entre 1907 i 1909. El seu servei marítim va continuar com a oficial de divisió a bord de l'USS Connecticut i oficial executiu del destructor USS Flusser. El 1913 va ser ascendit a tinent, es va casar amb Floride Louise Hunt (1887–1973) i va començar tres anys de servei a terra com a instructor de matemàtiques de l'Acadèmia Naval. Va tornar al mar el 1916 comandant el iot Eagle al Carib. Hewitt va rebre la Creu de la Marina al comandament del destructor USS Cummings que escortava combois de l'Atlàntic durant la Primera Guerra Mundial.
Hewitt va ser instructor d'enginyeria elèctrica i física a l'Acadèmia Naval de 1919 a 1921 abans de tornar al mar com a oficial d'artilleria a bord de l'USS Pennsylvania. Després de passar tres anys al Naval War College de Newport, Rhode Island, va comandar la Dotzena Divisió de Destructors amb la flota de batalla de 1931 a 1933. Després va presidir el departament de matemàtiques de l'Acadèmia Naval durant tres anys mentre l'Acadèmia Naval desenvolupava el regle de càlcul Keuffel & Esser. Va tornar al mar comandant el creuer USS Indianapolis i va transportar al president Franklin D. Roosevelt a la Conferència Panamericana de Buenos Aires després de les eleccions de 1936.

### Rang de bandera durant la Segona Guerra Mundial
Hewitt va ser ascendit a contraalmirall el 1939 i va comandar els grups de treball de la Flota Atlàntica en patrulles i combois de neutralitat des de 1941 fins a convertir-se en comandant de la Força Amfíbia de la Flota de l'Atlàntic l'abril de 1942. Quan les forces del Cos de Marines dels Estats Units es van desplegar al Pacífic, se li va donar la tasca d'entrenar els reclutes en l'ús dels vehicles amfibis.
Hewitt, juntament amb el major general George S. Patton, va planificar els desembarcaments a l'Àfrica del Nord francès (Operació Torch) per tenir lloc el 8 de novembre de 1942, i més tard va assumir l'entrenament i el comandament de les unitats navals utilitzades en ella. Durant el desembarcament va participar en combats navals contra unitats navals franceses davant de Casablanca. La seva decisió el 8 de novembre de 1942 de fer desembarcar les tropes nord-americanes al comandament de Patton a les platges del Marroc malgrat el mal temps en lloc d'ajornar o cancel·lar l'operació Torxa va ser una de les decisions més responsables i importants de tota la guerra i va liderar la conquesta del nord d'Àfrica francès va marcar un dels seus punts d'inflexió. L'almirall Mountbatten afirmà que "aquesta va ser una de les grans accions, una de les decisions realment grans que va prendre Hewitt. Una de les decisions importants de la guerra".
Hewitt va ser assignat llavors com a comandant de les Forces Navals dels Estats Units, Aigües del Nord-oest d'Àfrica o COMNAVNAW. Els seus vaixells insígnia incloïen l'USS Augusta mentre comandava les forces navals nord-americanes a la batalla naval de Casablanca Monrovia mentre comandava la Task Force occidental durant la invasió de Sicília i l'Ancon mentre que va comandar totes les forces amfíbies aliades durant la invasió d'Itàlia i posteriorment el desembarcament d'Anzio i la invasió del sud de França (des de Sicília va comandar fins a 1.000 vaixells i va donar suport a algunes de les operacions amfibies més grans de l'època).

### Postguerra
Hewitt va romandre en aquest càrrec fins al 1945, quan va presidir una investigació de Pearl Harbor. Després de la Segona Guerra Mundial, va comandar les Forces Navals dels Estats Units a Europa, va assessorar el Naval War College i va servir com a representant de la Marina dels Estats Units al Comitè d'Estat Major de les Nacions Unides.

### Jubilació
Hewitt es va retirar del servei actiu a Orwell, Vermont el 1949. Va passar la seva jubilació a la seva residència de Foretop a Orwell, Vermont. Allà va escriure alguns articles per a la revista Proceedings de l'Acadèmia Naval dels Estats Units i va rebre un títol honoris causa del Middlebury College el 1949. Va morir a Middlebury, Vermont el 1972 i va ser enterrat al cementiri de l'Acadèmia Naval d'Annapolis, Maryland.
L'USS Hewitt va ser nomenat en el seu honor.

## Dates de promoció
Alferes – 1906
 Tinent - 1913
(…)
 Contraalmirall – 1939
 Vicealmirall – 20 de novembre de 1942
 Almirall – abril de 1945

## Condecoracions
Creu de la Marina amb una estrella d'or
 Medalla del Servei Distingit a la Marina amb una estrella d'or
 Medalla del Servei Distingit a l'Exèrcit amb un Manat de fulles de roure
 Medalla Expedicionària de la Marina
 Medalla de la Campanya Dominicana
 Medalla de la Victòria a la I Guerra Mundial amb una Estrella de servei
 Medalla del Servei de Defensa Americana amb insignia "A" (Atlàntic)
 Medalla de la Campanya Americana
 Medalla de la Campanya Europea-Africana-Orient Mitjà amb quatre estrelles de servei
 Medalla de la Victòria a la II Guerra Mundial
 Cavaller Comandant de l'orde del Bany (Regne Unit)
 Gran Oficial de la Legió d'Honor (França)
 Creu de Guerra 1939-1945 amb Palma (França)
 Comandant de l'orde de la Creu del Sud (Brasil)
 Gran Crreu de l'orde d'Orange-Nassau (Països Baixos)
  Orde de Kutúzov de 1a classe (Unió Soviètica)